# آيت حيموش (افولوسن)
آيت حيموش هو دُوَّار يقع بجماعة تكاط، إقليم الصويرة، جهة مراكش آسفي في المملكة المغربية. ينتمي الدوّار لمشيخة افولوسن التي تضم 8 دواوير. يقدر عدد سكانه بـ 356 نسمة حسب الإحصاء الرسمي للسكان والسكنى لسنة 2004.

## وصلات خارجية
- البوابة الوطنية للجماعات الترابية
- المندوبية السامية للتخطيط